# 裴寨村

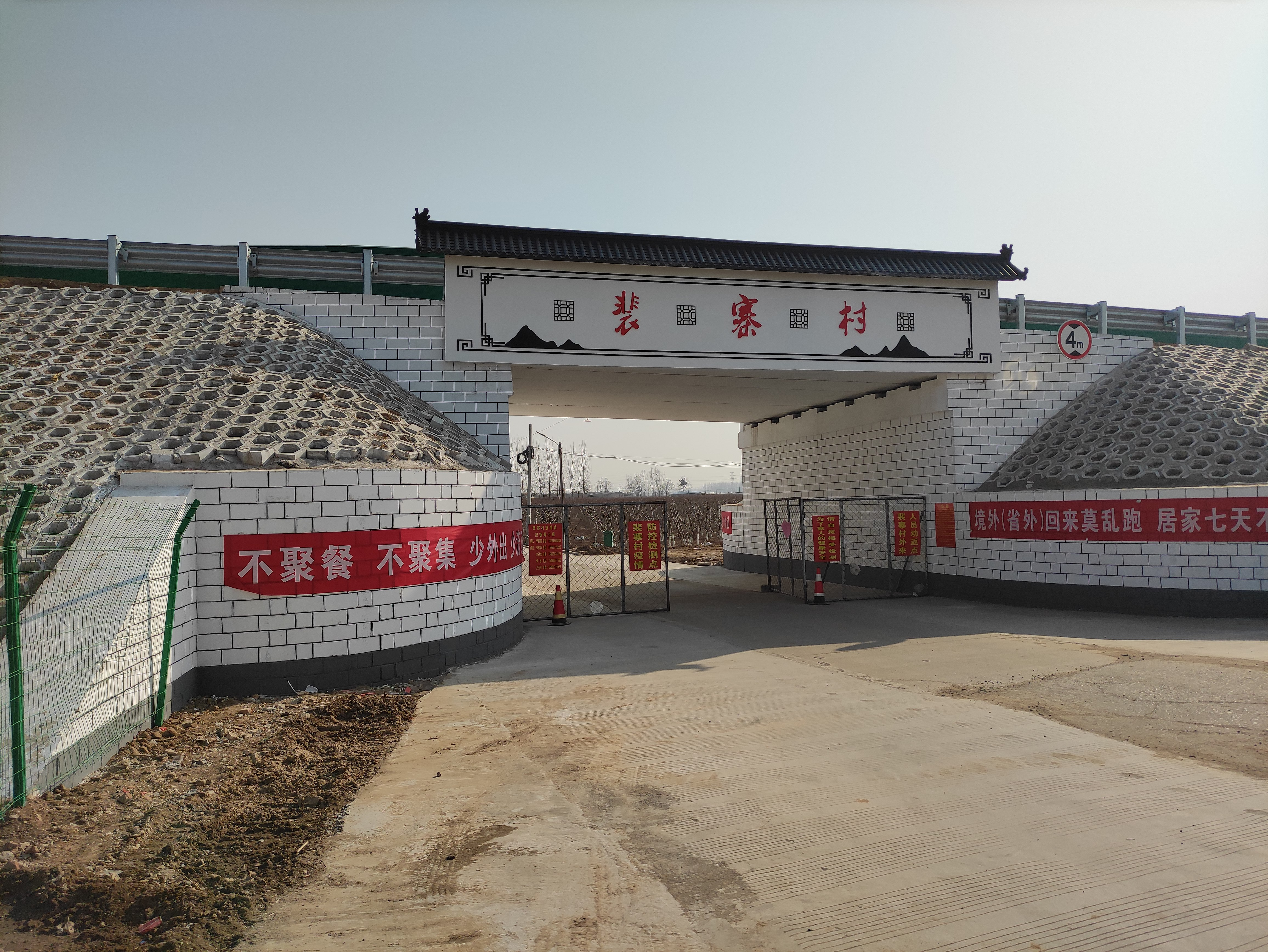
裴寨村村口

裴寨村，是中华人民共和国山东省泰安市东平县彭集街道下辖的一个行政村。该行政村位于彭集街道南部，南邻袁楼村、北临三义庄村、东临冯庄村，龙宫河自东向西流经村南。105国道和董梁高速交汇于村西北。
裴寨原名荣家楼，明朝初年裴姓迁入村内并修筑寨墙，裴寨因是得名。裴寨的寨墙在中华人民共和国建立后拆除。2015年时，裴寨村北发现一处汉唐时期的古遗址，其内有陶器和古钱币等出土。